# Le Monde
Le Monde – francuski dziennik założony w 1944 w Paryżu, krótko po tym, jak stolicę Francji opuściły wojska niemieckie. Nakład „Le Monde” sięga 390 tysięcy egzemplarzy. Linia gazety ma charakter centrolewicowy; oficjalnie „Le Monde” prezentuje się jako gazeta umiarkowana.
Gazetę, na prośbę generała Charles’a de Gaulle’a, założył Hubert Beuve-Mery, francuski dziennikarz. De Gaulle obiecał mu, że gazeta zachowa niezależność i swobodę wypowiedzi. Pierwsze wydanie ukazało się po południu 18 grudnia 1944 w nakładzie 140 tys. egzemplarzy.
Pierwszy numer miał tylko jedną kartę i datę z dnia następnego, jak każda gazeta wieczorna. Zawierał wstęp odredakcyjny, informacje o traktacie między ZSRR a Francją, artykuł „Generał De Gaulle i jego świadkowie” pióra Emile Henriota oraz informacje z frontów II wojny światowej. Kolejne 24 numery miały wielki format i osiem szpalt. Numer z 16 stycznia 1945 roku miał już zmieniony wizerunek (pięć szpalt, format zmniejszony o połowę, ograniczona liczba zdjęć). Zanim wydano pierwszy numer, Beuve-Méry założył spółkę z ograniczoną odpowiedzialnością SARL „Le Monde” z kapitałem 200 000 franków, podzielonym na 200 udziałów po 1000 franków.
Hubert Beuve-Méry prowadził Le Monde przez 25 lat. W pierwszej fazie działalności dziennik był „arkuszem referencyjnym”, aby w następnych latach stać się profesjonalnym czasopismem o szerokim zakresie tematycznym. Sam naczelny prowadził kolumnę spraw międzynarodowych, podpisując się pseudonimem Syriusz. Był przeciwnikiem wojny w Indochinach i Sojuszu Północnoatlantyckiego i dawał temu wyraźny pogląd na łamach gazety. Jego mocno bronione stanowisko w tych kwestiach doprowadzało co jakiś czas do kryzysów redakcyjnych.
W latach 60. XX w. „Le Monde” zwrócił się przeciw NATO jako gwarantowi bezpieczeństwa Francji oraz generałowi de Gaulle’owi, popierając Pierre’a Mendèsa France’a, socjalistę i przeciwnika kolonializmu. W 1968 gazeta wsparła tzw. Związek Lewicy – koalicję Partii Socjalistycznej, Radykalnego Ruchu Lewicy i Partii Komunistycznej. W 1981 podczas wyborów prezydenckich we Francji gazeta oficjalnie popierała kandydaturę socjalisty François Mitterranda.